# Batalla de Padre Filiberto
La Batalla de Padre Filiberto fue un enfrentamiento producido el 22 de febrero de 1828 entre las tropas del Ejército Argentino y las del Imperio del Brasil, enfrentados en la Guerra del Brasil por el control de la Banda Oriental, en manos brasileñas desde 1824.
El general Juan Antonio Lavalleja, al mando de las tropas aliadas desde el regreso de Carlos María de Alvear a Buenos Aires, que avanzó desde el campamento argentino-uruguayo en Cerro Largo para conseguir monturas, tras superar Yerbal, marchó sobre el campamento enemigo en la estancia Padre Filiberto. El ataque fue infructuoso, y Lavalleja se retiró del campo de batalla. Se replegaría tácticamente hacia el Río de la Plata, dejando solo una avanzada al mando del general Julián Laguna en Yaguarón.

## La Batalla
Durante la Guerra del Brasil, Juan Antonio Lavalleja, luego de un exitoso ataque a fuerzas imperiales fortificadas, 25 km al norte de Villa Yaguarón, con el objeto de arrebatarle caballos, marchó sobre el campamento que las fuerzas imperiales habían establecido en la estancia “Padre Filiberto”, pero debió retirarse, ante la llegada de importantes refuerzos enviados por Balmaceda.
El día 21 de febrero de 1828, el general Lavalleja con una fuerte columna de caballería avanzó hacia las posiciones ocupadas por las tropas brasileñas que en busca de mejores aguadas, había cruzado el Arroyo Grande y acampado en la estancia ''Padre Filiberto''.
El día 22 a la madrugada, Lavalleja lanzó tres columnas contra las líneas de los puestos avanzados, quedando él, con el grueso de sus fuerzas, oculto detrás de una altura. Simultáneamente, el Regimiento de “Dragones Orientales” efectuó un rodeo para caer sobre la retaguardia del enemigo.
Los puestos avanzados enemigos fueron batidos, pero el intenso tiroteo, atrajo la atención del mariscal Otto Philipp Braun, quien destina 500 jinetes y dos baterías (lo que dispone en ese momento), para detener las columnas atacantes, enviando poco más tarde otro batallón y una brigada de artillería que se suman al combate, tratando de resistir el ataque de los republicanos, hasta que se pueda disponer del resto del ejército imperial.